# Pumpspeicherwerk Bremm
Koordinaten: 50° 7′ 0″ N, 7° 2′ 18″ O
Das Pumpspeicherwerk Bremm (PSW Bremm) war ein ab Ende der 1960er-Jahre von RWE geplantes Pumpspeicherkraftwerk an der Mosel mit einer Nennleistung von etwa 1300 MW, wurde jedoch als Projekt verworfen und nicht realisiert. Es wäre Anfang der 1970er-Jahre das weltgrößte gewesen.
Das Kraftwerk sollte in der Moseleifel nahe Bremm in Seitentälern der Untermosel errichtet werden. Nach einem Lageplan von 1971 sollte im Tal des bei Bad Bertrich in den Üßbach mündenden Erdenbaches (der bei Alf in der Mosel mündet) zwischen den Gemeinden Kliding, Lutzerath und Urschmitt als „Großspeicher“, also Oberbecken, ein Stausee von sechs Kilometern Länge und bis zu 4 Kilometern Breite entstehen. Das etwa 3 km lange und deutlich schmalere Unterbecken sollte gemäß Plan rund 5 km östlich im moselabwärts benachbarten Tal des Ellerbaches entstehen, der sich bei Ediger-Eller in den Fluss ergießt, und damit in unmittelbarer Nähe des südlichen Portals des Kaiser-Wilhelm-Tunnels. Etwa 1 km flussaufwärts in der Moselschleife beim Calmont, Europas „steilstem Weinberg“, der inzwischen auch einen in kurzen Abschnitten mit einem Seil versehenen Weg beherbergt, sollte das Flusswasser zum Betrieb des Kraftwerkes entnommen und ihm über Steigeleitungen zugeführt werden. Die Treibwasserleitung des Kraftwerks zwischen Ober- und Untersee wäre etwa 3 km lang geworden.
Die Bundesanstalt für Wasserbau führte ab 1968 „umfangreiche Untersuchungen“ durch, um den Einfluss des Kraftwerkswassers auf die Schifffahrt zu prüfen, und kam zu dem Ergebnis, dass die Planung der Leitbauwerke „über eine Länge von 400 m zu Strömungsverhältnissen führt, die für die Schifffahrt im gesamten Abflussbereich tragbar sind“. Es erfolgten auch große Erkundungsbohrungen zum geologischen Untergrund.

## Rezeption
1991 diente die Geschichte des Kraftwerksprojektes als Drehbuchhintergrund für den Tatort: Tod im Häcksler, dessen Handlung dann aber in einen fiktiven Ort der Westpfalz verlegt wurde, wo er nach seiner Erstausstrahlung zu öffentlichem Aufsehen führte. 2019 thematisierte Sigrid Faltin diesen Hintergrund zu Beginn ihres halbstündigen Dokumentarfilms Geschichte des Häckslers aus Anlass des 30-jährigen Jubiläums der Tatortfigur „Lena Odenthal“.
1994 fanden Untersuchungsergebnisse zur Kraftwerkskaverne des Projektes bei Bremm Eingang in eine Dissertation der Technischen Universität München zur „Gestaltung großer Krafthauskavernen“.
2012 griffen die rheinland-pfälzischen Grünen die 40 Jahre alten Pläne im Zuge der Energiewende wieder auf.